# David Navalón Bernabeu
David Navalón Bernabeu (Albaida, 1978) és mestre d'Audició i Llenguatge, i ha publicat diversos articles de caràcter pedagògic en revistes especialitzades. Combina l'ofici de mestre amb el d'escriptor de llibres de literatura infantil.
L'any 2013, amb el premi de narrativa infantil Vicent Silvestre, dins dels Premis Ciutat d'Alzira, es va iniciar en el món de l'escriptura.
Amb l'obra Ara sí que l'he feta bona!, on narrà les aventures d'una xiqueta inquieta i molt curiosa que provocarà una aventura espacial per salvar la Terra, guanyà el Premi de Narrativa Enric Lluch 2022, dins els Premis Literaris Ciutat d'Algemesí.

## Obra
- El guardià dels cinc secrets.  Alzira: Bromera, 2014 (El Micalet galàctic;183). ISBN 978-84-9026-204-7.
- Aitana, investigadora privada.  Alzira: Bromera, 2016 (El Micalet galàctic;207). ISBN 978-84-9026-671-7.
- La senyora Neus.  Alzira: Tàndem, 2016 (La bicicleta groga;38). ISBN 978-84-8131-391-8.
- Minerva, una vampira de veritat.  Alzira: Bromera, 2019 (El Micalet galàctic;232). ISBN 978-84-9026-334-1.
- Ara sí que l'he feta bona!.  Algemesí: Andana Editorial, 2022 (El maquinista;20). ISBN 978-84-1876-228-4.
- Els monstres de la vall.  Alzira: Bromera, 2022 (El Micalet de Por;15). ISBN 978-84-1358-364-8.
- El cavaller, el cavall, el drac i l'esquimal.  Catarroja: Periferic, 2022 (Sambòrik). ISBN 978-84-123889-7-8.
- La flor que no sabía ningún cuento (en castellà).  Madrid: Palabras de agua S. L., 2022. ISBN 978-8412521238.

## Premis
- 2013 Premi de Narrativa Infantil Vicent Silvestre per El guardià dels cinc secrets[1][5]
- 2016 Premi de Narrativa Infantil Carmesina de la Safor per La senyora Neus[6]
- 2017 Premi de la Crítica dels Escriptors Valencians al millor llibre infantil per La senyora Neus.[7]
- 2021 Premi Benvingut Oliver de Literatura Infantil, dins del premis Vila de Catarroja, per El cavaller, el cavall, el drac i l'esquimal.[8]
- 2022 Premi de narrativa Enric Lluch, dins del Premis Literaris Ciutat d'Algemesí, per Ara sí que l'he feta bona![9][10]
- 2022 I Certamen Internacional de Cuento Infantil-Juvenil "Fundación Los Maestros", per La flor que no sabía ningún cuento.[cal citació]